# Музей гігієни у Львові
Музей гігієни — відкритий 14 лютого 1937 року на вулиці Нижанківського 2/4 у Львові. Музей був відкрито членами управління Польського гігієнічного товариства. Організаторами музею були: декан медичного факультету Львівського університету, професор медицини, доктор Вітольд Новіцький; викладач Львівської академії ветеринарної медицини, професор Альфред Травінський; професор медицини, декан медичного факультету Львівського університету, доктор Мар'ян Франке; доктор Адам Цвіклінський, доктор Євгеніуш Долінський. Гелена Круковська (дружина професора Влодзімєжа Круковського) стала головою музейного комітету. 
У 1939 році музей гігієни було ліквідовано.